# 2004年2月

## 2月29日
- 海地总统阿里斯蒂德在叛军压力下宣布辞职。他后来称自己是在美国军人的逼迫下辞职并离开自己的国家的。

## 2月28日
- 台灣200萬人民牽起500公里人鍊「手護台灣」，縱貫台灣南北，表達捍衛台灣的決心。

## 2月27日
- 前奥姆真理教教主麻原彰晃被判处死刑，审判时间十分长。（页面存档备份，存于）

## 2月26日
- 前英国内阁官员称英国政府曾监听联合国秘书长安南。
- 美国开放其公民前往利比亚旅行，该禁令已经实行了23年。

## 2月25日
- 第二轮朝鲜问题六方会谈开始在北京举行。（页面存档备份，存于）

## 2月24日
- 根据新闻报道，当地时间2月24日白天美国已经派出一支150名海军陆战队员部队前往海地首都太子港保护美国使馆人员。
- 美国总统乔治·W·布什宣布支持修正宪法以反对同性婚姻。
- 俄国总统普京宣布解散卡西亚诺夫政府。
- 摩洛哥北部剧烈地震，约有300人丧生。

## 2月20日
- 中央重放邓小平关于一国两制的讲话，令香港人确认爱国主义。
- 伊朗国会大选结束，数百位改革派成员被禁止参选或抵制，导致保守派获得压倒性胜利。

## 2月18日
- 伊朗东北部呼罗珊省的一列载有硫磺、汽油和化肥的列车在伊朗境内脱轨并发生爆炸，（页面存档备份，存于） 死亡人数已上升至328人，另有460人受伤。（页面存档备份，存于）

## 2月15日
- 朝鲜问题六方会谈可能在今年的3月举行。
- 吉林省吉林市中百商厦发生特大火灾53人丧生，70人受伤。火灾原因查明：于洪新在商厦的三号简易仓库丢弃一个烟头引起的。

## 2月13日
- 韩国科学家宣称已经克隆了30个人类胚胎。

## 2月12日
- 美军占领伊拉克：中东美军统帅阿比扎伊德在伊遭遇火箭弹袭击。（页面存档备份，存于）
- 美国同性婚姻：美国旧金山市开始向同性伴侣颁發结婚证书。

## 2月11日
- 世界文化遗产重庆大足石刻两尊石刻头像被盗。（页面存档备份，存于）

## 2月10日
- 巴格达南部发生爆炸事件，至少50人死亡。
- 法国国民会议通过决议，禁止学生佩戴宗教服饰，包括穆斯林妇女的头巾。

## 2月8日
- 在美国洛杉矶举行第46届格莱美音乐奖颁奖。

## 2月6日
- 俄罗斯首都莫斯科市地铁6日早上发生爆炸，一列车的第二节车厢被炸。俄罗斯警方称这极有可能是一次自杀性袭击事件。据目击者称，地铁列车在离站500米后爆炸，此后又向前冲了500米。惊慌的乘客们在奋力撬开车门后，步行两到三公里才逃出隧道。

## 2月5日
- 英国莫克姆湾30多名亚裔非法劳工在拾贝时遇上涨潮，23人死亡。
- 北京密云密虹公园举办的密云县第二届迎春灯展发生踩踏事故，造成37人死亡。

## 2月4日
- 盛大公司宣布微软中国前总裁唐骏出任总裁。（页面存档备份，存于）
- 截至2月4日，中国共出现高致病性禽流感疫情23起，其中疑似18起，确诊5起。（页面存档备份，存于）
- 美國哈佛大學學生馬克·祖克柏與其室友們在宿舍創立社群網站「The Facebook」，日後改名為逐步紅遍世界。

## 2月1日
- 沙特阿拉伯的伊斯兰教圣地麦加上午发生朝觐者因拥挤而互相践踏的严重事件，造成朝觐者死伤各244人的惨剧。 （页面存档备份，存于） 5名罹难的中国公民全部来自甘肃。 （页面存档备份，存于）